# Коста Ст. Павловић
Коста Ст. Павловић — Костантин Мијовић Павловић, (Крагујевац, 12. јануар 1842 — Београд, 26. април 1904) био је начелника Министарства унутрашњих послова, управника нишке вароши по ослобођењу Ниша од Турака 1878. године и оснивач подружнице Нишког црвеног крста, председник београдског одбора Либералне странке Јована Ристића, одличан говорник, један од оснивача Београдске задруге.

## Живот и каријера
Рођен је 14. јануара 1842 година у Крагујевцу, као син је трговца Стевана и Савке Ђорђевићеве, а потомак трговца Павла Ћировића, по коме су Павловићи узели презиме, једног од три сина најстаријег претка запамћеног као Ћиро из Сјенице са Пештерске висоравни. Школовао се у родном Крагујевцу, у коме је по завршеном четвртом разреду гимназије ступио у полицијску службу, са звањем практиканта, да би 1867 године постао секретар начелства у Лозници.
Уочи Српско–турског рата 1876, Павловић је одређен да у Параћину припреми боравиште за кнеза Милана, па је наименован за управника Кнежевог двора. По свршетку рата врато се у Крагујевац. По ослобођењу Књажевца, за време другог Српско–турског рата 1877. постављен је за Окружног начелника Књажевачког, а почетком 1878 године унапређен је и именован за првог Управник града Ниша, а одмах затим и начелник Нишког округа.
Само месец дана након ослобођења Ниша од Турака 11. јануара 1878. године, у петка 17. фебруара 1878. године након што је министар Васиљевић лично саопшти Аћиму Прокићу, незадовољан његовом радом, да је разрешен дужности управитеља вароши Ниша, на његово место постављен је дотадашњи начелник округа књажевачког Коста Ст. Павловић који је ову дужност обавља до преласка на место првог начелника округа нишког.
Коста Павловић је за време свог службовања у Нишу, енергичним заузимањем и са ретком смишљеношћу од Ниша, некадашње турске касабе – тесних улица и наерених чардака, непоштедним уклањањем и рашчишћавањем, створио темеље за модернизовање и прелаз у модеран и лепо уређен град. Стари људи сећају се и сада како је било протеста и претњи, али све то није могло утицати на Павловића, оно што је сметало да се Ниш уреди омркло је, али не и освануло, па ишло то на уштрб ма чијих интереса. Коста Ст. Павловић, својим радом и својим држањем стекао је у Нишком округу дубоко поштовање. Он је на скуповима, сеоским заветинама и Саборима црквеним држао народу патриотске говоре и стварао истинско одушевљење у народу.

Најстарији сачувани документ који је Коста Ст. Павловић издао у својству управитеља вароши Ниша чувају његови потомци у Београду. То је наредба Но 354 од 21. фебруара 1878. године издата „У интересу реда, сигурности личне и имовне...“. Овај изузетно занимљив акт објављен је у књизи његовог унука, архитекте др Доброслава – Бојка Ст. Павловића. из кога издвајамо ове наредбе:
„После добоша нико не сме ићи без фењера по вароши. Прошња се пред црквама забрањује. Механе, кафане, ашчинице и сва јавна места могу бити отворена до девет увече.” 

Путописац Ф. Каниц на основу личног разговора с Павловићем у својим путописима описао је један сликовит детаљ о догађајима с почетка његовог службовања у новоослобођеним крајевима. 
„Године 1887. ми је нишки начелник Коста Павловић, коме је после ослобођења Ниша пало у задатак да олакша исељавање муслимана преко границе, рекао да би се о трагичним сценама приликом растанка Турака и Арнаута од земље у којој су они дуго били господари могла написати  посебна књига. Само незнатном броју је успело да одмах прода свој посед, а тамо где је он, скромним средствима која су му стајала на располагању, могао да ублажи беду, јадници су му били дубоко захвални. Причао ми је како му је једна Туркиња донела комад миришљавог сапуна, с речима: Дај то својој жени; од свега оног што ми је остало то је једина ствар која може да се понуди као поклон! ‒ Колико људске патње открива само ова епизода!
Павловић је био у браку са госпођом Анком Павловић (рођеној Аћимовић) која је била оснивач и први председник подружине Женског друштва у Нишу, претече Кола српских сестара.
По престанку службе градоначелника у Нишу, враћа се са супругом у Београд. У Београду је 1881. године заједно са професором Љубом Ковачевићем и генералом Јованом Мишковићем (потоњи председници Српске краљевске академије) купио плацеве у низу, на дунавској падини, у улици Господар Јевремовој и ту је саградио приземну кућу Павловића са елементима неоренесансног стила и еклектизма, много касније званично названа Дом породице Павловић, који непрекидно и поносно траје до данашњих дана. Данас, обновљен и оснажен, овај дом продужава своју лепу причу и ,,сведоџбу“ тадашњег градоначелника Ж. М. Блазнавца о куповини плацева, на којима је настао овај Дом.

## Признања
Врховна команда српске војске одликоваја је Павловића 25. маја 1878. године Таковским крстом на прсима 6. степена. Убрзо је Начел. окр. Ниш Коста С.
Павловић, који је био у кору Врх. команде 12. јуна 1878. године одликован и Златном медаљом за ревносну службу украшеном брилијантима.

## Павловић и његова породица
Познати чланови породице Павловић који су својим радом и друштевним залагањима обележили културни и политички живот Србије били су поред Косте Ст. Павловића, градоначелника Ниша, 
- његова жена Анка, оснивач и први председник Женског друштва у Нишу;
- њихов син Стеван Павловић, правник и дипломата, помоћник министра спољних послова, носилац звезде Легије части, председник Друштва пријатеља Француске;
- унук Коста Павловић, дипломата, лични секретар министра иностраних послова и председника владе Војислава Маринковића,[9] те шеф кабинета председника влада Душана Симовића и Слободана Јовановића, књижевник и историчар;
- праунук Стеван К. Павловић, професор емеритус балканске историје на универзитету у Саутемптону и сарадник Краљевског историчарског друштва;[тражи се извор]
- унука Лепосава – Бела Павловић, академски сликар, професор француског језика, лектор и сарадник САНУ и доживотни председник „Ладе”[тражи се извор];
- унук Доброслав - Бојко Павловић, проф. др арх. конзерватор, један од оснивача Друштва конзерватора у земљи, носилац ордена Св. Саве I реда.

## Павловићи као дародавци
Породица Павловић је део свог уметничког блага даривала институцијама културе и образовања, Народном музеју у Београду, Галерији Бељански и Матици Српској у Новом Саду, и већи део библиотеке Шумадијској епархији у Крагујевцу. Данашњи потомци су конзерваторским приступом очистили тробојни четрворолист и годину 1882. који су уклесани у подни мозаик улазног хола у приземљу 2003. године.
Почетком двехиљадитих, у подруму Дома, отворен је Културни центар са сталном изложбеном поставком која представља богату збирку уметничких и етнолошких предмета и докумената шест генерација породице Павловић коју су чинили, и даље чине: дипломате, министри, правници, преводиоци и уметници. Збирка обухвата богату архиву, старе фотографије са посветама, дипломе, ордење и указе, признања, делове старе градске одеће, живописне ношње, архаично покућство и друге предмети из свакодневног живота 19. и прве половине 20. века.